# قطعنامه ۵۵۸ شورای امنیت
قطعنامه ۵۵۸ شورای امنیت سازمان ملل متحد که در تاریخ ۱۳ دسامبر ۱۹۸۴ تصویب شد، سندی بین‌المللی دربارهٔ آفریقای جنوبی است. این قطعنامه طی نشست ۲۵۶۴ام با ۱۵ موافق، ۰ مخالف و ۰ ممتنع تصویب شد.